# Omicidio di Notorious B.I.G.
L'assassinio di The Notorious B.I.G. avvenne il 9 marzo 1997 a Los Angeles, a seguito di colpi d'arma da fuoco sparati da un'auto in sosta accanto alla sua nel corso di un agguato, nel contesto della rivalità hip hop tra East Coast e West Coast.
La sua morte è legata a quella di Tupac Shakur, avvenuta il 13 settembre 1996 a Las Vegas in circostanze molto simili.

## Assassinio
Nel febbraio 1997 The Notorious B.I.G. va in California per promuovere il suo secondo album, la cui uscita è prevista per il 25 marzo di quell'anno, e registrare il video musicale per il singolo Hypnotize. Il 5 marzo 1997 concede un'intervista al talk show The Dog House sulla radio KYLD di San Francisco, in cui dichiara di aver contattato un servizio di sicurezza e, quello stesso giorno, partecipa ad una festa organizzata dalla rivista Vibe e dall'etichetta discografica Qwest Records al Petersen Automotive Museum di Los Angeles; tra gli ospiti figurano, oltre al rapper, la moglie Faith Evans, il produttore Sean Combs, la cantante R'n'B Aaliyah e membri delle bande criminali dei Crips e dei Bloods.

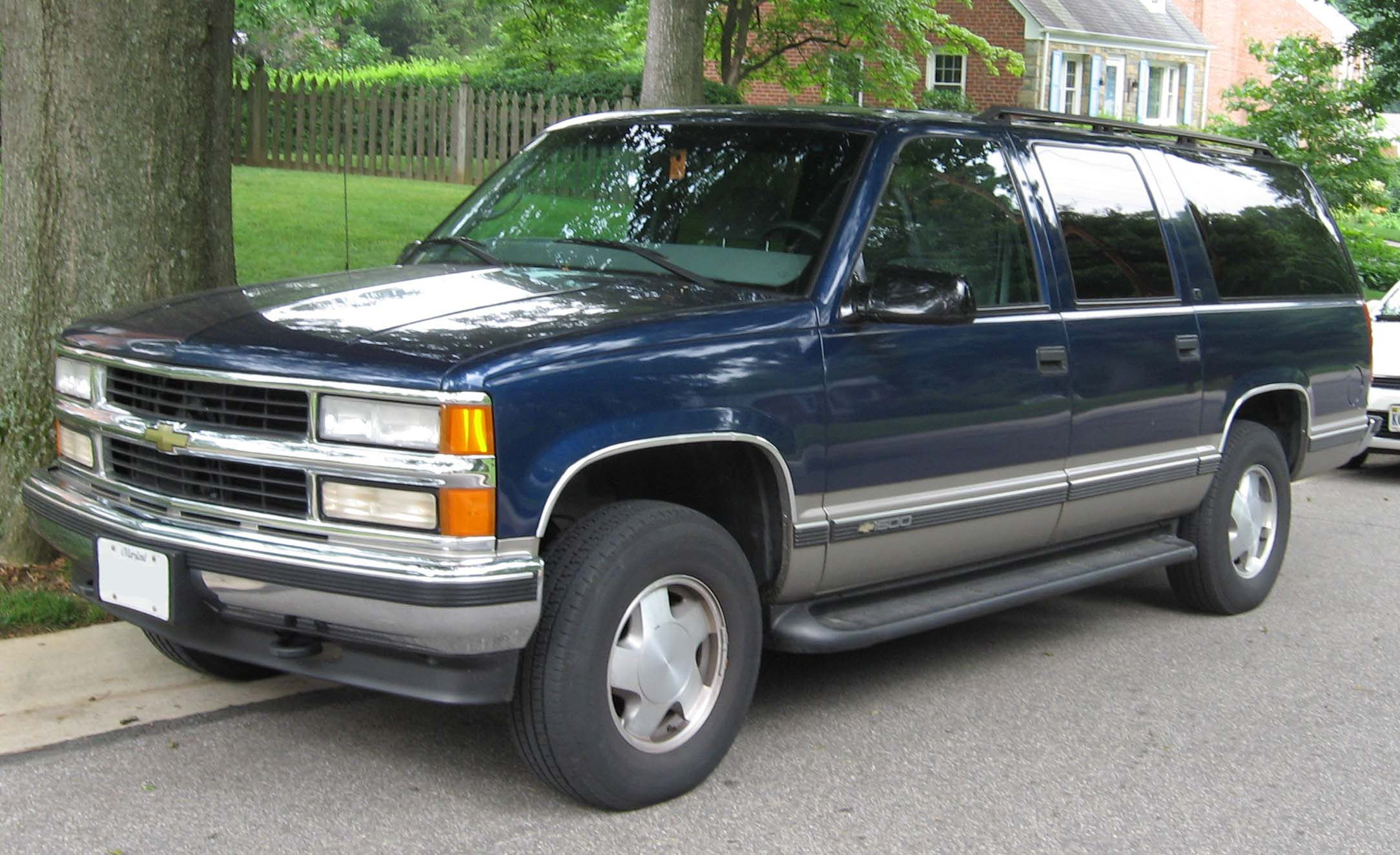
Una Chevrolet Suburban, auto su cui viaggiava Wallace quando venne ucciso

Il 9 marzo, alle 00:30 circa, Wallace lascia la festa dopo che le forze dell'ordine decidono di chiuderla per sovraffollamento. Wallace si siede sul sedile del passeggero in auto con il suo amico Damion "D-Roc" Butler, il membro dei Junior M.A.F.I.A. Lil' Cease e l'autista, Gregory "G-Money" Young; Sean Combs viaggia su un altro autoveicolo con tre guardie del corpo; i due Chevrolet Suburban sono scortati da un Chevrolet Blazer che ospita il capo della sicurezza della Bad Boy Records.
Alle 00:45 la strada è affollata di persone che lasciano la festa; i SUV sono costretti a fermarsi a circa 50 metri dal museo. Una Chevrolet Impala nera si affianca all'auto di Wallace ed il conducente, un afroamericano elegantemente vestito con uno smoking blu, abbassa il finestrino e spara quattro colpi nel torace del rapper con una pistola 9 mm. Wallace viene trasportato immediatamente al Cedars-Sinai Medical Center, ma viene dichiarato morto all'1:15.

## Il caso dell'omicidio

### Ruolo dei Crips
L'omicidio di Wallace rimane tuttora irrisolto e ci sono numerose teorie sull'identità dell'omicida e sul movente. Il Los Angeles Time ipotizza che l'assassinio sia imputabile ai membri dei Crips di Compton, con il movente del mancato pagamento dei servizi di sicurezza prestati per la Bad Boy durante la permanenza nella costa ovest. MTV News pubblica un documento che parla di due testimoni che avrebbero dichiarato all'agenzia Associated Press di aver paura di parlare con la polizia.

### Ruolo della Death Row
Nel 2002 Randall Sullivan pubblica LAbyrinth, un libro che contiene informazioni riguardo agli omicidi di Wallace e Tupac Shakur basato sulle prove raccolte dal dipartimento di polizia di Los Angeles e raccontategli dall'ex poliziotto Russell Poole. Sullivan accusa Marion Knight, il fondatore della Death Row Records conosciuto come Suge, e alcuni affiliati della gang dei Bloods che avrebbero cospirato con l'ufficiale di polizia David Mack per uccidere Wallace e far apparire la morte di Tupac come il risultato di una fittizia faida fra coste portata all'estremo.
Sullivan sostiene che un affiliato di Mack, un tale Amir Muhammad, conosciuto come Harry Billups, potrebbe essere l'assassino in entrambi gli omicidi, grazie alle notizie apprese da un informatore e alla somiglianza con l'identikit diffuso dalla polizia. Nello stesso anno il produttore cinematografico Nick Broomfield produce un documentario investigativo intitolato Biggie & Tupac basato sulle prove utilizzate per scrivere il libro.
Un articolo pubblicato da Sullivan sulla rivista Rolling Stone nel dicembre del 2005, accusa il dipartimento di polizia di Los Angeles di non aver sufficientemente indagato sui legami tra l'omicidio e la Death Row, seguendo le prove portate alla luce da Russel Poole. Sullivan, appoggiato dal poliziotto, accusa anche Sean Combs, produttore e amico del defunto Wallace, di "non aver pienamente collaborato con la polizia", ed invita lo staff della Bad Boy a fare lo stesso.

### Sviluppi nel 2011
Nel gennaio 2011 fu annunciato dalla CNN che il caso sulla morte di Notorious B.I.G. sarebbe stato "rinvigorito" da nuove informazioni trapelate, portando una squadra formata da investigatori del Los Angeles Police Department, LA County District Attorney's Office e FBI ad approfondire ciò. Poole, tra i principali uomini che lavorarono alle prime fasi del caso, decise di abbandonare l'incarico datogli perché «si sentiva come se la sua inchiesta fosse ostacolata da alcuni colleghi, ufficiali della polizia di Los Angeles che fuori servizio lavoravano per la Death Row», sulla quale egli stesso concentrò le sue indagini, credendo e indicando anche dopo il suo abbandono nella figura di Suge Knight il mandante e reale orchestratore sia della morte di Wallace che di Shakur.

## Il processo
Nel marzo 2005 la famiglia di Wallace presenta una domanda di illecito sulla morte al dipartimento di polizia di Los Angeles appoggiandosi sulle prove raccolte dall'ex poliziotto Russel Poole. I parenti del defunto rapper sostengono che le forze dell'ordine avrebbero avuto abbastanza prove per arrestare un indagato, ma non sarebbero state utilizzate in modo adeguato. David Mack e Amir Muhammad, accusati dall'articolo di Sullivan, inizialmente si offrono come testimoni ma si ritirano dopo essere inseriti tra i sospettati dalla polizia e dall'FBI. Nel luglio 2005 il caso viene archiviato da un giudice per mancanza di prove, ma nel 2006 le indagini vengono riaperte.
Il 16 aprile 2007 i parenti di Wallace intentano una causa contro la città di Los Angeles per omicidio colposo, citando anche due poliziotti già accusati di corruzione: Rafael Perez e Nino Durden. Dopo essere interrogato Perez, sospettato di essere entrato in contatto con la Death Row Records, ammette di aver cospirato, assieme a Mack, nell'omicidio di Christopher Wallace. La famiglia del defunto rapper attacca la polizia losangelina accusandola di aver deliberatamente nascosto le prove del coinvolgimento dei due.

## Teoria del complotto

### Omicidio politico
Secondo John Potash, autore del libro-inchiesta FBI War on Tupac Shakur & Black Leaders, gli omicidi di Shakur e Wallace sarebbero da configurarsi nell'ottica di un piano governativo volto all'eliminazione di figure scomode nella lotta ai movimenti afroamericani potenzialmente dannosi per la società (come quanto accaduto negli anni '60 con le Pantere Nere). Della stessa opinione anche Lil' Kim, sua ex compagna, la quale ha spiegato di credere all'ipotesi di un complotto governativo, al quale sarebbe stato coinvolto anche Suge Knight, teso a soppiantare possibili mire politiche dei due cantanti.

## Film
Nel 2018 è uscito il film City of Lies - L'ora della verità, diretto da Brad Furman, che segue le vicende e le indagini relative all'omicidio.